# Roemeens-Moldavische hereniging

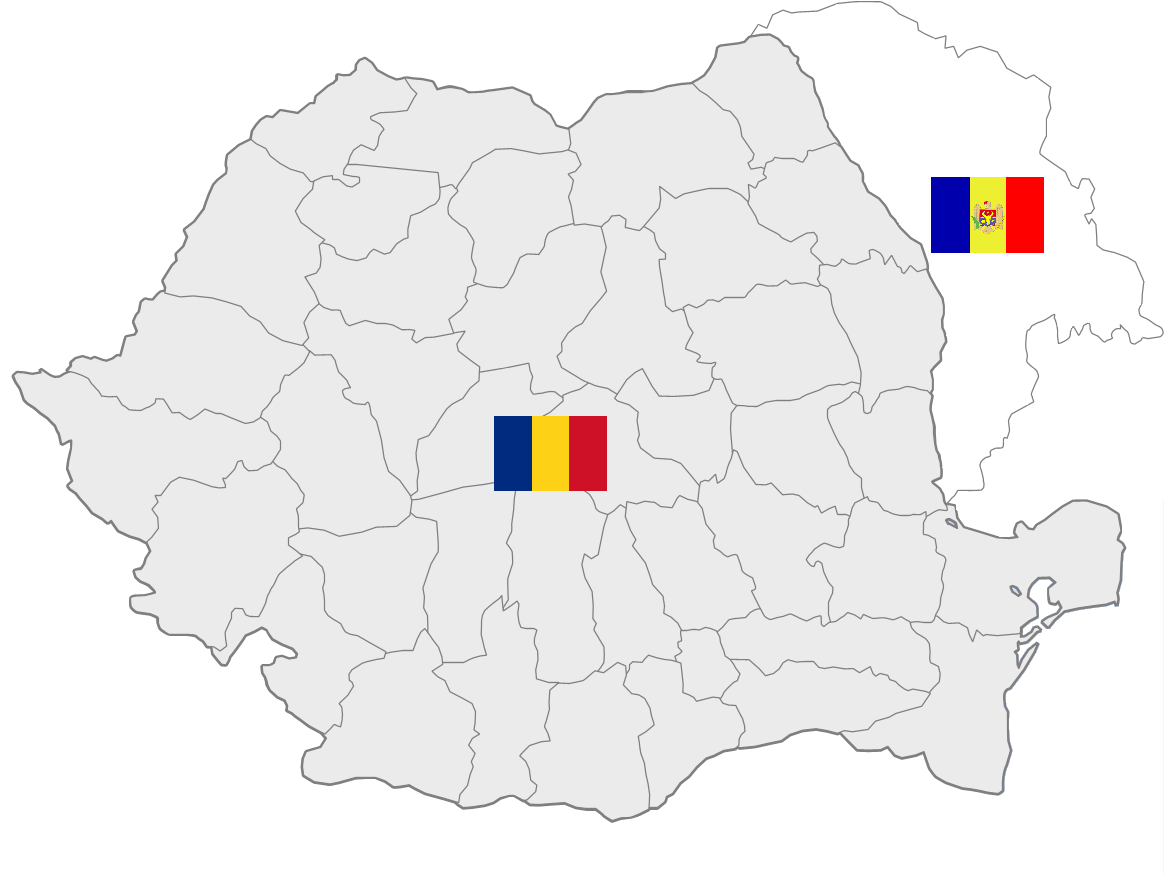
Roemenië en Moldavië op de kaart

Dit artikel gaat over een eventuele Roemeens-Moldavische hereniging. Sinds de Moldavische onafhankelijkheid hoopt een aantal Moldaviërs op een hereniging, alhoewel er toch velen tegen een hereniging zijn. Zo hoopt bijvoorbeeld het autonome Transnistrië op een vereniging met Rusland. Er werd besloten dat pas wanneer Moldavië zich wil herenigen met Roemenië, Transnistrië zich bij Rusland mag aansluiten. Er werden onder andere verenigingen opgericht, waaronder Basarabia, pămînt românesc. Volgens de krant Cotidianul zou een hereniging met Roemenië tussen de 30 en 35 miljard euro kosten. De kranten Ziua en Timpul bekritiseerden de Cotidianul vervolgens voor het overdrijven van de kosten en het weglaten van mogelijke voordelen.

## Geschiedenis
Er bestonden drie Roemeense vorstendommen waaronder ook het vorstendom Moldavië. In de 19e eeuw vielen de Russen het oosten (Bessarabië) van Moldavië binnen. Tot de Eerste Wereldoorlog bleef het Russisch, maar toen voegde het zich bij Roemenië. Het Molotov-Ribbentroppact tussen Hitler en Stalin voorzag in 1939 in annexatie van Bessarabië door de Sovjet-Unie, wat in 1940 gebeurde. Tussen 1941 en 1944 was Bessarabië weer Roemeens, maar vanaf 1944 werd het gebied weer onderdeel van de Sovjet-Unie. Veel inwoners van Bessarabië werden gedeporteerd naar Siberië waarna er vele Russen in hun plaats kwamen. 
In 1991, tijdens de val van de Sovjet-Unie, verklaarde de Moldavische Sovjetrepubliek zich onafhankelijk als Moldavië (ong. ¾ van het voormalige Bessarabië). De inwoners van Moldavië worden sindsdien Moldaviërs genoemd en er wordt Moldavisch gesproken. Tussen het Moldavisch en het Roemeens zijn geen verschillen, maar het Moldavische kan ook als een dialect van het Roemeens worden gezien.
Een mogelijke unierepubliek zou 272.237 km² beslaan en ongeveer 25 miljoen inwoners hebben.
| Vlag | Gebied   | Hoofdstad | Inwoners*  | Oppervlakte (km²) | Munteenheid     | Telefoon |
|      | Roemenië | Boekarest | 21.302.893 | 238.391           | Roemeense leu   | 40       |
|      | Moldavië | Chisinau  | 3.364.496  | 33.846            | Moldavische leu | 373      |
|      |          |           | 24.667.389 | 272.237           |                 |          |

## Heden
Op 10 juli 2006 maakte Traian Băsescu bekend dat Roemenië een eventuele hereniging zal goedkeuren. Vladimir Voronin, de Moldavische president, maakte op 30 augustus 2006 bekend dat Moldavië zich voorlopig niet met Roemenië zal herenigen. Diezelfde dag ontstond er een klein protest in de Moldavische hoofdstad.

### Acties
In een periode van ongeveer tien jaar zijn er een aantal acties geweest vóór een eventuele hereniging. Er zijn bijvoorbeeld bijeenkomsten, er worden bijvoorbeeld in Boekarest allemaal stickers met de tekst "Bessarabië, Roemeens land" opgeplakt enzovoort. Soms zijn er ook (kleine) protesten.
Tijdlijn van acties:

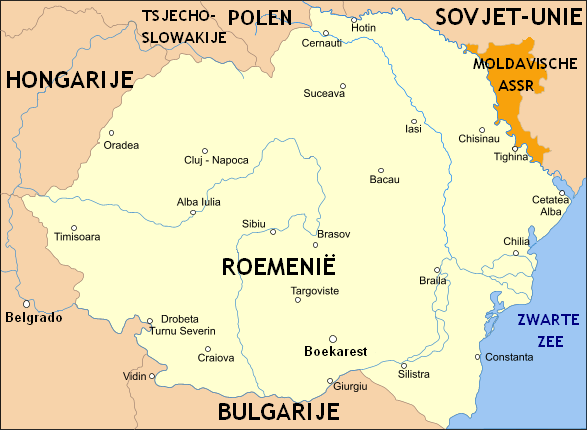
Koninkrijk Roemenië na de Eerste Wereldoorlog en in het oranje de Moldavische ASSR

- 27 maart 2006 - Meer dan 100 politieagenten en een aantal jongeren werden gearresteerd omdat ze in de Moldavische hoofdstad de "Roemeense driekleur" ophingen omdat op deze dag, 88 jaar geleden, vóór de vereniging van Roemenië en Moldavië werd gestemd.
- 4 mei 2006 - ongeveer 300 leerlingen van de „Gheorghe Asachi”school in Chisinau hebben geprotesteerd, omdat de titel van de school de vorige dag van „liceul român-francez” naar „liceul moldo-francez” werd verplaatst.
- 28 juni 2006 - Protest bij de Russische ambassade in Chisinau wegens 66 jaar van communisme in Moldavië.
- 30 augustus 2006 - 9 leden van de organisatie Basarabia, pămînt românesc zijn opgepakt in Chisinau. Ze waren aan het protesteren in het Hyde Park midden in de hoofdstad.
- 31 augustus 2006 - "Dag van de Roemeense taal" - Concert "Basarabia, pămînt românesc" in Boekarest".
- De inzending van Moldavië voor het Eurovisiesongfestival 2022 was het nummer Trenuleţul dat gaat over de verbinding (letterlijk en figuurlijk) tussen beide landen.

## Voetnoten
1. ↑  Volgens dit krantenartikel van cotidianul.ro (ro)
2. ↑  (ro) Cât ne costă idealul reîntregirii? ("How Much The Ideal of Reunification Costs Us?") - Ziuay
3. ↑  De ce Germania a numărat nemții, și nu banii din buzunarele lor? ("Why Did Germany Count The Germans, And Not Their Money?") - Timpul.md